# Élections municipales de 2014 à Lille
Pour un article plus général, voir Élections municipales de 2014 dans le Nord.
Les élections municipales françaises de 2014 à Lille se sont déroulées les 23 et 30 mars 2014, comme dans les autres communes de France.

## Contexte

### Conseil sortant
Lors des Élections municipales de 2008 à Lille, la liste d'union de la gauche (PS-Les Verts-MoDem-PCF-PRG-MRC) menée par Martine Aubry a obtenu 51 sièges contre 10 à la liste de la majorité présidentielle conduite par Sébastien Huyghe.
Après le départ de l'UMP pour le PRG de Dominique Lemahieu, la majorité municipale s'élève à 52 sièges, contre 9 pour l'opposition.
| Parti | Parti | Total | Élus |
| ----- | ----- | ----- | --- |
|       | PS    | 26    | Martine Aubry, Véronique Bacle, Marc Bodiot, Catherine Bulke, Alain Cacheux, Bernard Charles, Catherine Cullen, Stanislas Dendievel, Siham Djedoui, Yves Durand, Martine Filleul, Gérard Gambet, Franck Hanoh, Patrick Kanner, Évelyne Ledez, Audrey Linkenheld, Frédéric Marchand, Akim Oural, Gilles Pargneaux, Marielle Rengot, Pierre de Saintignon, Marie-Christine Staniec-Wavrant, Virginie Tchoffo, Henri Thiot, Roger Vicot, Magalie Herlem, Maurice Thore Liliane Govart, Walid Hanna, Latifa Kechemir et Françoise Rougerie-Girardin. |
|       | EELV  | 11    | Christiane Bouchart, Marie-Pierre Bresson, Lise Daleux, Vinciane Faber, Michel Ifri, Sylvie Leblanc, Dominique Plancke, Cyrille Pradal, Éric Quiquet, Marc Santré et Philippe Tostain. |
|       | DVG   | 6     | Dalila Dendouga |
|       | PCF   | 4     | Sylviane Delacroix, Michelle Demessine, Roger Maly et Hugo Vandamme. |
|       | MoDem | 2     | Jaëlle Lanoy et Jacques Richir. |
|       | PRG   | 2     | Dominique Lemahieu et Jacques Mutez. |
|       | MRC   | 1     | Jean-Louis Frémaux. |
| Maj.  | Maj.  | 52    | |
|       | UMP   | 7     | Isabelle Baert, Danielle Cattelin, Christian Decocq, Pascal Labbée, Isabelle Mahieu, Alexis Massart et Tokia Saïfi. |
|       | UDI   | 2     | Brigitte Mauroy et Thierry Pauchet |
| Opp.  | Opp.  | 9     | |

## Candidats et projets

### Jean-René Lecerf (UMP-UDI-MoDem-CNIP)
Jean-René Lecerf, sénateur du Nord est le candidat d'union de l'Union pour un mouvement populaire (UMP), de l'Union des démocrates et indépendants, du Mouvement démocrate (MoDem) et du Centre national des indépendants et paysans.

### Hugo Vandamme (Front de gauche)
La liste « À Lille, l'humain d'abord ! » est menée par Hugo Vandamme, qui a été désigné candidat du Front de gauche par le Parti communiste français, le Parti de gauche, la Gauche unitaire, la Gauche anticapitaliste et la Coordination communiste.
Le projet du Front de gauche s'articule autour de trois principes fondamentaux : « la citoyenneté active », « les services publics contre la finance » et « répondre aux besoins essentiels, défendre la gratuité ». Le coût de la vie à Lille est aussi une préoccupation majeure des candidats de la liste, qui communiquent à de nombreuses reprises sur ce thème .

### Martine Aubry(PS-PRG-MRC)
Martine Aubry, maire sortante et présidente de Lille Métropole Communauté urbaine se représente pour un troisième mandat, soutenue par le Parti socialiste, le Parti radical de gauche et le Mouvement républicain et citoyen.

### Lise Daleux (Europe Écologie Les Verts)
Lise Daleux, 19e adjointe, est désignée candidate d'Europe Écologie Les Verts le 13 mai 2013.

## Résultats
- Maire sortant : Martine Aubry (PS)
- 61 sièges à pourvoir (population légale 2011 : 227 533 habitants)

| Tête de liste                                             | Tête de liste          | Liste              | Premier tour | Premier tour | Second tour | Second tour | Sièges | Sièges |  |
| Tête de liste                                             | Tête de liste          | Liste              | Voix         | %            | Voix        | %           | CM     | CC     |  |
| --------------------------------------------------------- | ---------------------- | ------------------ | ------------ | ------------ | ----------- | ----------- | ------ | ------ |  |
|                                                           | Martine Aubry *        | PS-PRG-MRC         | 19 422       | 34,86        | 29 125      | 52,05       | 47     | 25     |  |
| Pour Lille. Pour vous                                     |                        |                    | 19 422       | 34,86        | 29 125      | 52,05       | 47     | 25     |  |
|                                                           | Lise Daleux            | EELV               | 6 176        | 11,08        | 29 125      | 52,05       | 47     | 25     |  |
| Lille en mieux avec Europe Écologie Les Verts             |                        |                    | 6 176        | 11,08        | 29 125      | 52,05       | 47     | 25     |  |
|                                                           | Jean-René Lecerf       | UMP-UDI-MoDem-CNIP | 12 667       | 22,73        | 16 626      | 29,71       | 9      | 5      |  |
| Un autre Lille                                            |                        |                    | 12 667       | 22,73        | 16 626      | 29,71       | 9      | 5      |  |
|                                                           | Éric Dillies           | FN                 | 9 557        | 17,15        | 10 198      | 18,22       | 5      | 3      |  |
| Lille bleu Marine                                         |                        |                    | 9 557        | 17,15        | 10 198      | 18,22       | 5      | 3      |  |
|                                                           | Hugo Vandamme          | FG                 | 3 437        | 6,17         |             |             |        |        |  |
| À lille : l'humain d'abord !                              |                        |                    | 3 437        | 6,17         |             |             |        |        |  |
|                                                           | Alessandro di Giuseppe | ETSC               | 1 978        | 3,55         |             |             |        |        |  |
| Pour un autre Lille. En mieux. Sans vous : résignez-vous! |                        |                    | 1 978        | 3,55         |             |             |        |        |  |
|                                                           | Jacques Mutez          | DVG                | 1 047        | 1,88         |             |             |        |        |  |
| Radicalement lillois(es)                                  |                        |                    | 1 047        | 1,88         |             |             |        |        |  |
|                                                           | Nicole Baudrin         | LO                 | 821          | 1,47         |             |             |        |        |  |
| Lutte ouvrière faire entendre le camp des travailleurs    |                        |                    | 821          | 1,47         |             |             |        |        |  |
|                                                           | Jan Pauwels            | NPA                | 611          | 1,10         |             |             |        |        |  |
| Lille anticapitaliste                                     |                        |                    | 611          | 1,10         |             |             |        |        |  |
|                                                           |                        |                    |              |              |             |             |        |        |  |
| Inscrits                                                  | Inscrits               | Inscrits           | 120 970      | 100,00       | 120 977     | 100,00      |        |        |  |
| Abstentions                                               | Abstentions            | Abstentions        | 63 576       | 52,56        | 62 133      | 51,36       |        |        |  |
| Votants                                                   | Votants                | Votants            | 57 394       | 47,44        | 58 844      | 48,64       |        |        |  |
| Blancs et nuls                                            | Blancs et nuls         | Blancs et nuls     | 1 678        | 2,92         | 2 895       | 4,92        |        |        |  |
| Exprimés                                                  | Exprimés               | Exprimés           | 55 716       | 97,08        | 55 949      | 95,08       |        |        |  |
| * Liste du maire sortant                                  |                        |                    |              |              |             |             |        |        |  |

### Communes associéesdeLille
| Commune   | Population 2011 | Maire sortant     | Parti | Parti | Maire élu         | Parti | Parti |
| --------- | --------------- | ----------------- | ----- | ----- | ----------------- | ----- | ----- |
| Hellemmes | 17 601          | Frédéric Marchand |       | PS    | Frédéric Marchand |       | PS    |
| Lomme     | 27 607          | Roger Vicot       |       | PS    | Roger Vicot       |       | PS    |

#### Hellemmes
- Maire sortant : Frédéric Marchand (PS)
- 33 sièges à pourvoir

| Tête de liste            | Tête de liste            | Liste    | Premier tour | Premier tour | Second tour | Second tour | Sièges | Sièges |
| Tête de liste            | Tête de liste            | Liste    | Voix         | %            | Voix        | %           | Nombre | %      |
| ------------------------ | ------------------------ | -------- | ------------ | ------------ | ----------- | ----------- | ------ | ------ |
|                          | Claude Pruvot            | EELV     |              |              |             |             |        |        |
|                          | Jean-Rémy Dumesnil       | FN       |              |              |             |             |        |        |
|                          | Frédéric Marchand*       | PS       |              |              |             |             |        |        |
|                          | Roger Maly               | FG (PCF) |              |              |             |             |        |        |
|                          | Gisèle Hubert            | SE       |              |              |             |             |        |        |
|                          | Caroline Boisard-Vannier | UMP-UDI  |              |              |             |             |        |        |
|                          |                          |          |              |              |             |             |        |        |
| Inscrits                 | Inscrits                 | Inscrits |              | 100,0        |             | 100,0       |        |        |
| Abstentions              |                          |          |              |              |             |             |        |        |
| Votants                  |                          |          |              |              |             |             |        |        |
| Blancs et nuls           |                          |          |              |              |             |             |        |        |
| Exprimés                 |                          |          |              |              |             |             |        |        |
| * Liste du maire sortant |                          |          |              |              |             |             |        |        |

#### Lomme
- Maire sortant : Roger Vicot (PS)
- 35 sièges à pourvoir

| Tête de liste            | Tête de liste    | Liste    | Premier tour | Premier tour | Second tour | Second tour | Sièges | Sièges |
| Tête de liste            | Tête de liste    | Liste    | Voix         | %            | Voix        | %           | Nombre | %      |
| ------------------------ | ---------------- | -------- | ------------ | ------------ | ----------- | ----------- | ------ | ------ |
|                          | Roger Vicot*     | PS       |              |              |             |             |        |        |
|                          | François Joly    | POI      |              |              |             |             |        |        |
|                          | Vincent Dhélin   | EELV     |              |              |             |             |        |        |
|                          | Philippe Lemière | FG (PCF) |              |              |             |             |        |        |
|                          | Jordi Zuniga     | UMP-UDI  |              |              |             |             |        |        |
|                          | Nathalie Acs     | FN       |              |              |             |             |        |        |
|                          |                  |          |              |              |             |             |        |        |
| Inscrits                 | Inscrits         | Inscrits |              | 100,0        |             | 100,0       |        |        |
| Abstentions              |                  |          |              |              |             |             |        |        |
| Votants                  |                  |          |              |              |             |             |        |        |
| Blancs et nuls           |                  |          |              |              |             |             |        |        |
| Exprimés                 |                  |          |              |              |             |             |        |        |
| * Liste du maire sortant |                  |          |              |              |             |             |        |        |